# Neomusaria
Neomusaria is een kevergeslacht uit de familie van de boktorren (Cerambycidae). De wetenschappelijke naam van het geslacht werd voor het eerst geldig gepubliceerd in 1928 door Plavilstshikov.

## Soorten
Neomusaria omvat de volgende soorten:
- Neomusaria adusta (Reitter, 1889)
- Neomusaria balcanica (Frivaldszky, 1835)
- Neomusaria dantchenkoi (Danilevsky, 2008)
- Neomusaria inapicalis (Pic, 1905)
- Neomusaria longicornis Pesarini & Sabbadini, 2009
- Neomusaria merkli (Ganglbauer, 1884)
- Neomusaria mesopotamica (Breuning, 1948)
- Neomusaria pauliraputii Sama, 1993
- Neomusaria salvicola (Holzschuh, 1989)
- Neomusaria suvorowi (Pic, 1905)
- Neomusaria waltli Sama, 1992